# Muhamed Ciftci
Muhamed Seyfudin Ciftci (* 27. August 1973 in Braunschweig), auch Abu Anas genannt, ist ein salafistischer Imam, Gründer einer privaten deutschsprachigen Islamschule, Betreiber des islamischen Moschee-Verlags und war Vorsitzender des Vereins Einladung zum Paradies e. V.

## Leben und Studium
Muhamed Ciftci ist eines von sechs Kindern von Ahmed Ciftci, der in den sechziger Jahren den Verein der türkisch-islamischen Millî Görüş in Deutschland mitbegründete.
Nach eigenen Angaben wurde der türkischstämmige Ciftci islamisch erzogen und wirkte schon in jungen Jahren in verschiedenen Jugend- und Daʿwa-Organisationen mit. Er habe das Lessing-Gymnasium in Braunschweig nach der 11. Klasse verlassen und sei danach von 1992 bis 1994 im bosnischen Kriegsgebiet als Sozialarbeiter der seit 2010 in Deutschland verbotenen Internationalen Humanitären Hilfsorganisation tätig gewesen. Nach dieser Zeit habe er bis zum Jahre 1998 bei europäischen Imamen studiert, anschließend von 1998 bis 2006 islamische Rechtswissenschaft an der Islamischen Universität Medina in Saudi-Arabien. Im Rahmen seines Studiums habe er verschiedene islamische Schriften in arabischer Sprache verfasst. Außerdem sei er in den Jahren 1999 bis 2005 an der al-Harām-Moschee in Mekka, an der Prophetenmoschee in Medina, in Riad, Taif, Dammam und al-Qasim als Prediger tätig gewesen. Seit 2006 ist Ciftci Imam und Prediger an einer Moschee in Braunschweig.

## Islamschule undEinladung zum Paradies e. V.
Im Jahr 2007 gründete Ciftci eine private und gebührenpflichtige salafistische Islamschule in Braunschweig, an der er selbst als Lehrer und Schulleiter tätig ist. Diese orientiere sich am Lehrplan der Islamischen Universität in Medina. Unterrichtet würden Schülerinnen und Schüler deutschsprachig sowohl vor Ort als auch im Online-Fernstudium. Die Schule war seit der Gründung umstritten und wurde vom Verfassungsschutz in NRW und Niedersachsen beobachtet, da ihr vorgeworfen wurde, einen Islam zu lehren, der Terrorismus fördere. Dem widersprach Ciftci und betonte, dass er und seine Schule sich klar von Gewalt und Terror distanzieren würden. So müssten alle Schüler bei der Anmeldung eine Absichtserklärung unterschreiben, in der sie sich verpflichten, keine Gewalt auszuüben.
Im Juli 2010 wurde bekannt, dass die Islamschule von Braunschweig nach Mönchengladbach umziehen wolle. Zu diesem Zweck ließ sich der vom Verfassungsschutz beobachtete Verein Einladung zum Paradies e. V. in Mönchengladbach registrieren und erwarb eine Immobilie, die zur Moschee umgebaut werden sollte. Das Vorhaben führte zu heftigen Protesten und Demonstrationen insbesondere der lokalen Bürgerinitiative „Bürger für Mönchengladbach, Bürgerbewegung Eicken“. Im Oktober 2010 erklärte Bundesinnenminister Thomas de Maizière auf einer CDU-Veranstaltung in Mönchengladbach, dass er über die Möglichkeiten eines Vereinsverbotes nachdenke.
Ciftci legte im März 2011 alle Ämter nieder und erklärte, dass er Einladung zum Paradies e. V. aufgrund seiner „Doppelbelastung“ in Braunschweig und Mönchengladbach „vollständig verlassen“ werde. Sein Nachfolger wurde der bisherige zweite Vorsitzende, Sven Lau („Abu Adam“). Im August 2011 wurde der Verein aufgelöst.

## Rezeption
In vielen Predigten und Vorträgen Ciftcis, die auf zahlreichen Plattformen im Internet veröffentlicht sind, werden Gewalt und Terror gegenüber Muslimen und Nichtmuslimen ausdrücklich abgelehnt. Ciftci verurteilt dort auch Ehrenmord und Zwangsheirat.
Dennoch sind Kritiker der Ansicht, dass Ciftci insbesondere Jugendliche radikalisiere.
Ciftci wird Intoleranz gegenüber Andersgläubigen, sein Eintreten für die Scharia und Befürwortung von Gewalt gegen Frauen vorgeworfen. So kritisierte er zwar das konkrete Steinigungs-Urteil gegen Sakineh Mohammadi Ashtiani, weil der Iran nicht das sunnitische, sondern das schiitische Recht anwende. Nach richtiger sunnitischer Lehre sei der rechtskräftige Beweis kaum möglich, weshalb es auch in den letzten 600 Jahren im osmanischen Reich keine Steinigung gegeben habe. Grundsätzlich gelte aber: „Alles, was im Koran steht und uns vom Propheten überbracht wurde, ist gerecht und vernünftig. Es gibt auch keine Alternative oder bessere Lösung. Somit ist auch die Steinigung als Strafe für Ehebruch gerechtfertigt.“
Ciftci widerspricht den Vorwürfen, ein Hetzer und Gewaltprediger zu sein, und wirft den Medien seinerseits vor, Hetze gegen den Islam zu verbreiten und seine Worte bewusst aus dem Zusammenhang zu reißen.

## Verbindungen zum Terrorismus
Ciftci und seiner Islamschule wurde 2010 vorgeworfen, dass „ein 15-jähriger Besucher seiner Islamschule in Braunschweig im August 2007 den Zünder für die Terroristen der Sauerland-Gruppe transportiert“ habe. Ein weiterer Schüler sei inhaftiert worden, weil er „sich für die libanesische Hisbollah in die Luft sprengen“ habe wollen.
Der Frankfurter Flughafen-Attentäter vom 2. März 2011, Arid Uka, soll in Kontakt „zu führenden Mitstreitern“ des islamischen Vereins Einladung zum Paradies (EZP) gestanden haben, dem Ciftci bis zum 31. März 2011 vorstand.